# Drymeia tetra
Drymeia tetra är en tvåvingeart som först beskrevs av Johann Wilhelm Meigen 1826.  Drymeia tetra ingår i släktet Drymeia och familjen husflugor. Arten är reproducerande i Sverige. Inga underarter finns listade i Catalogue of Life.